# Sunset Boulevard (film)
Sunset Boulevard is een film noir uit 1950 onder regie van Billy Wilder. De film is vernoemd naar de boulevard in Los Angeles en heeft William Holden en Gloria Swanson in de hoofdrollen. De film werd genomineerd voor elf Oscars en won er drie. De film wordt tegenwoordig beschouwd als een klassieker en staat vermeld in de top 250 beste films aller tijden op de Internet Movie Database.

## Verhaal
De film opent met een scène waarin een man zojuist is vermoord en in het zwembad drijft. De verteller legt uit dat de man een scenarioschrijver was die moeilijk aan de bak kwam. De film werkt vanaf dan terugblikkend toe naar dit ogenblik. De man blijkt Joe Gillis te zijn, een man die spoedig wat geld moet verdienen om ervoor te zorgen dat zijn wagen niet in beslag wordt genomen.
Gillis is wanhopig en pleegt enkele telefoontjes naar vrienden uit Hollywood. Uiteindelijk regelt iemand een ontmoeting voor hem met de filmstudio Paramount Pictures. Hier toont hij een zelfgeschreven scenario dat hij Bases Loaded noemt. Filmproducent Sheldrake is in eerste instantie geïnteresseerd in zijn werk, maar verliest zijn enthousiasme als Betty Schaefer, een jongedame van het Readers Department, het beschrijft als matig. Gillis is razend wanneer zijn werk afgewezen wordt en vraagt advies aan zijn impresario. Deze lijkt zich echter niet echt te bekommeren om Gillis' situatie.
Eenmaal op weg naar zijn appartement wordt hij opgemerkt door de mannen die geacht worden zijn wagen in beslag te nemen. Gillis probeert te vluchten, maar wordt achtervolgd. Hij weet de mannen van zich af te schudden en belandt op een plek waarvan hij denkt dat het een verlaten landhuis is. Hij verbergt de auto in de garage en wordt verrast door de stem van een vrouw die hem uitnodigt naar binnen te komen.
De vrouw is druk bezig met het regelen van de begrafenis van haar onlangs overleden chimpansee, die zij als huisdier hield. Gillis herkent haar als Norma Desmond, een voormalig actrice uit de stomme film. Als ze ontdekt dat hij scenario's schrijft, biedt ze hem een baan aan voor het lezen van haar pasgeschreven scenario waarmee ze haar terugkeer naar het witte doek wil maken. Gillis ziet het als een mogelijkheid om wat geld te verdienen en accepteert haar aanbod.
Het duurt niet lang voordat Gillis financieel compleet afhankelijk van haar is. Norma koopt dure kleding voor hem en biecht op nieuwjaarsavond op dat ze verliefd op hem is. Gillis wijst haar echter af en vertrekt naar het huis van een vriend. Die geeft daar een feest en stelt Gillis voor aan Betty Schaefer. Zij vertelt hem dat hij, ondanks het incident van "Bases Loaded", veelbelovend is.
Gillis belt vervolgens Norma om te zeggen dat hij ergens gaat wonen. Hij krijgt te horen dat Norma geprobeerd heeft zelfmoord te plegen. Hij haast zich terug naar haar landhuis en verzorgt haar. Hij besluit bij haar te blijven en de twee werken opnieuw aan haar rentree. Als het scenario compleet is, stuurt hij dit naar Paramount. Cecil B. DeMille toont interesse in Norma en nodigt haar uit. Eenmaal bij de studio ontdekt Gillis dat hij echter enkel oog heeft voor Norma's auto, een Isotta Fraschini. Ze besluiten dit niet te vertellen aan Norma.
Ondertussen werkt Gillis stiekem aan een scenario met Betty en ze worden verliefd. Norma komt hierachter en maakt uit wraak Gillis zwart bij Betty. Gillis stapt op dat moment binnen en vraagt Betty alles recht te zetten. Hierna pakt hij zijn spullen om voorgoed te vertrekken. Norma dreigt zichzelf dood te schieten, maar Gillis trekt zich niets van haar aan. Hij vertrekt, maar Norma volgt hem en schiet hem drie keer in zijn lichaam. Gillis valt dood neer in het zwembad.
Norma is inmiddels gedesillusioneerd. Als verslaggevers komen om haar te filmen voor het nieuws, denkt ze op de set van haar nieuwe film te zijn.

## Rolverdeling
| Acteur             | Personage         |
| ------------------ | ----------------- |
| William Holden     | Joe Gillis        |
| Gloria Swanson     | Norma Desmond     |
| Erich von Stroheim | Max von Mayerling |
| Nancy Olson        | Betty Schaefer    |
| Fred Clark         | Sheldrake         |
| Jack Webb          | Artie Green       |

## Achtergrond

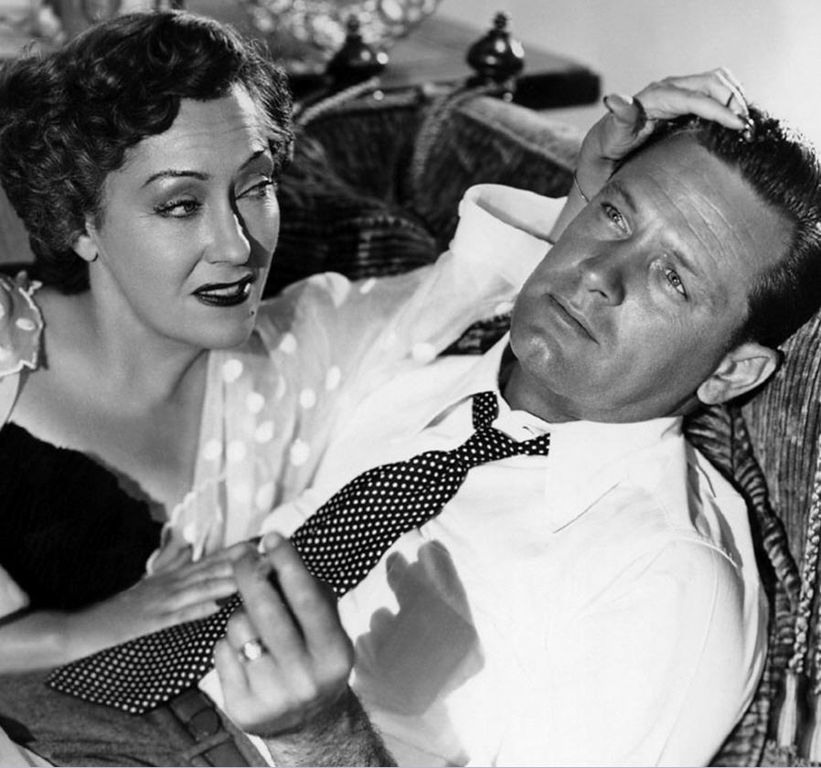
Swanson en Holden werden gecast in de hoofdrollen

Wilder wilde aanvankelijk Mae West en Marlon Brando voor de hoofdrollen, maar benaderde geen van beiden. Vervolgens belde hij Pola Negri met het aanbod om haar te plaatsen in de vrouwelijke hoofdrol, maar hij had zo veel moeite met het verstaan van haar Poolse accent, dat hij gauw van mening veranderde. Nadien werd Norma Shearer de hoofdrol aangeboden, met Fred MacMurray in gedachten als haar tegenspeler, maar Shearer had geen interesse om uit haar pensioen te komen. Ook Greta Garbo toonde geen belangstelling voor de hoofdrol. Wilder ging hierna op bezoek bij Mary Pickford, maar tijdens het gesprek besefte hij dat Pickford beledigd zou zijn, indien zij een vrouw moest vertolken die een affaire heeft met een veel jongere man. Wilder zou Pickford graag hebben aangesteld tegenover Montgomery Clift.
Buster Keaton en regisseur Cecil N. Demille speelden zichzelf in cameo's.